# Březinské tisy
Březinské tisy jsou národní přírodní památka vyhlášená v roce 1969. Chráněné území je tvořeno strmým skalnatým a suťovým svahem Velkého Chlumu o nadmořské výšce 158–372 metrů, které spadá do údolí řeky Ploučnice. V roce 1969 došlo k vyhlášení ochrany rozsáhlé populace tisu červeného. Na území je současně chráněno i významné paleontologické naleziště třetihorní fauny a flóry. Pod úpatím stěny se nachází mocné balvanité sutě, v jejichž spodní části lze narazit na páskovitě vrstvené diatomitové břidlice. V těchto břidlicích byly v minulosti nalezeny zbytky třetihorních růží, nebo zbytky měkkých tkání těl několika druhů žab z třetihorního jezera.

## Lokalita
NPP Březinské tisy se nachází u Březin v okrese Děčín v Ústeckém kraji. Péčí o území je pověřeno regionální pracoviště Ústecko AOPK ČR.

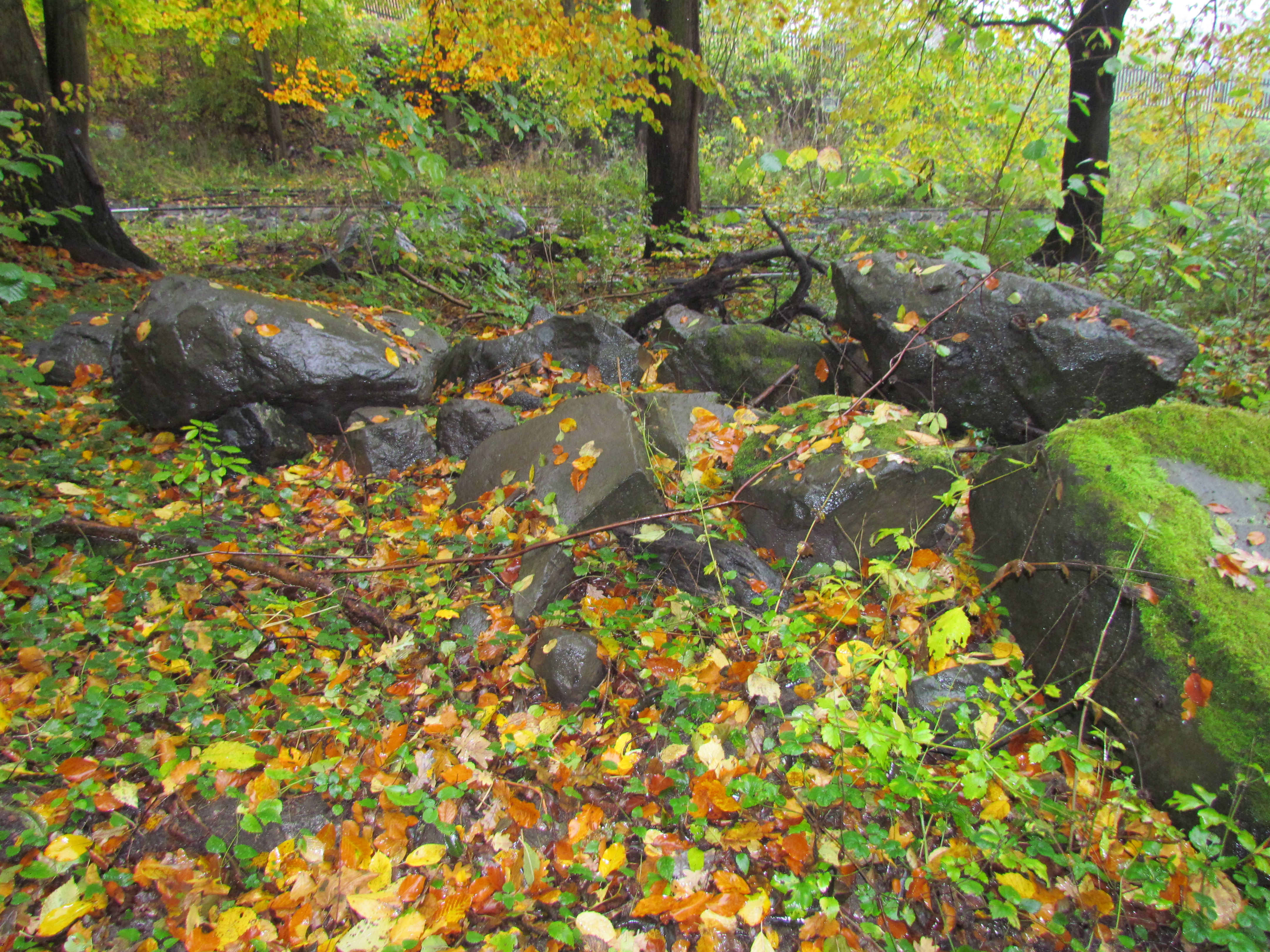
Balvanitá suť v severní části chráněného území

## Přírodní poměry

### Geologie

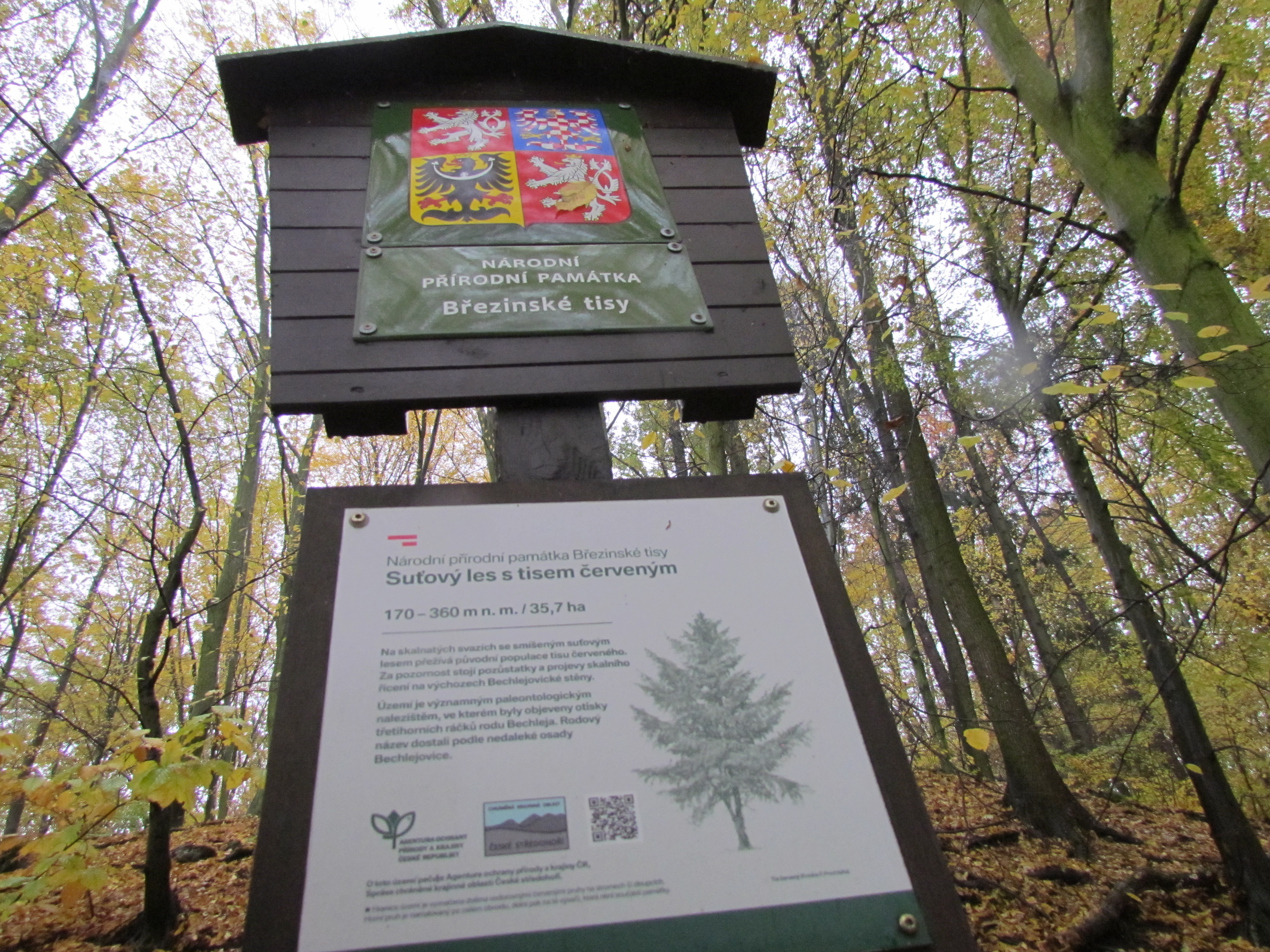
Cedule na severní hranici chráněného území

Lokalita Březinské tisy se z paleontologického hlediska považuje za jednu z nejvýznamnějších oblastí ve středohorském vulkanosedimentárním komplexu. Vulkanosedimentární komplex byl v Českém středohoří vytvořen v období před 40 až 16 miliony lety. V prvních etapách docházelo nejspíše k odplynění hlubokého sopečného krbu, podél hluboko zasahujících zlomových zón. Při tom vznikaly silně explozivní vulkány – maary. Později se vytvořila deprese, díky čemuž bylo více možností pro výstup magmatu podél zlomových linií až na povrch. V riftové depresi docházelo ke styku žhavé lávy s vodním prostředím. Docházelo přitom k jejich přeměně a rozpadu a vznikly tím velké objemy úlomkového materiálu. Tyto horniny byly následně různě přemisťovány gravitací a rozplavováním.
Rostlinné a živočišné společenstvo, které je zde uchované, je zatím nejkomplexnější z dosud prozkoumaných nalezišť této jednotky[jaký?] a reprezentuje dosud nejstarší známou floru, která vznikla z vulkanogenních hornin terciéru českého masivu.
Bechlejovická stěna dominuje velmi příkrému svahu. Je tvořena příkrovem čediče, naspodu s výraznou struskovitou strukturou a dutinami (následek bohatého proplynění). Na úpatí stěny se nachází balvanitá suť, která je z větší části pokrytá mechy. V dolní části balvanité sutě se nachází vrstevnaté diatomitové břidlice.

### Paleontologie
Jedná se o jedno z nejbohatších nalezišť nejen Českého Středohoří, ale i v rámci České republiky. V minulosti zde došlo k nalezení otisků měkkých částí těla některých druhů žab, které zde žily ve třetihorních jezerech. Dále se zde nalezly například šípky třetihorních růží a řáčci rodu Bechleja, kteří kdysi volně plavali ve vodách jezera. Rodový název Bechleja vznikl podle jména sousední osady Bechlejovice.

### Podnebí
Lokalita spadá do mírně teplé oblasti. Průměrná roční teplota je 8,3 °C.

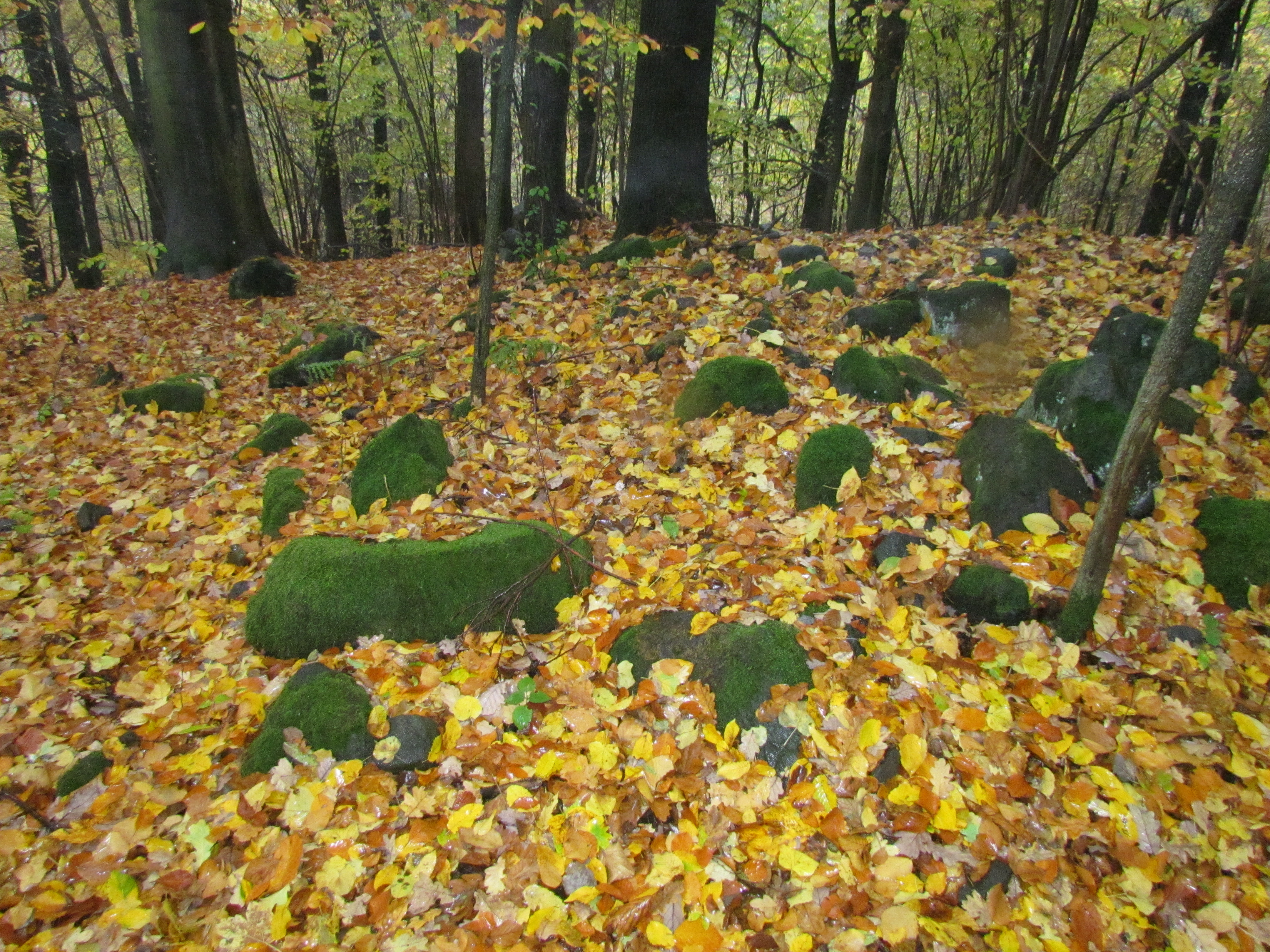
balvanitá suť pokrytá mechorosty

### Flóra
Tis červený (Taxus baccata) je na lokalitě původním druhem. Vyskytuje se zde v podobě nejmenších exemplářů, až po samostatné statné jedince. Rostou samostatně podél skalních stěn, nebo ve skupinách s různou velikostí. V minulosti došlo ke značným změnám dřevinné skladby a to hlavně díky výraznému posílení zastoupení smrku ztepilého (Picea abies), který je rozšířen téměř po celém území.
V chráněném území se vyskytuje převážně dub letní (Quercus robur), jasan ztepilý (Fraxinus excelsior), javor klen (Acer pseudoplatanus), habr obecný (Carpinus betulus) a buk lesní (Faqus sylvatica). Vtroušeně se pak vyskytuje třešeň ptačí (Prunus Avium) a jedle bělokorá (Abius alba).
V bylinném patře se zde, kromě běžných druhů nachází také kyčelnice cibulkonosná (Cardamine bulbifera), lilie zlatohlávek (Lilium martagon), či lýkovec jedovatý (Daphne mezerum).

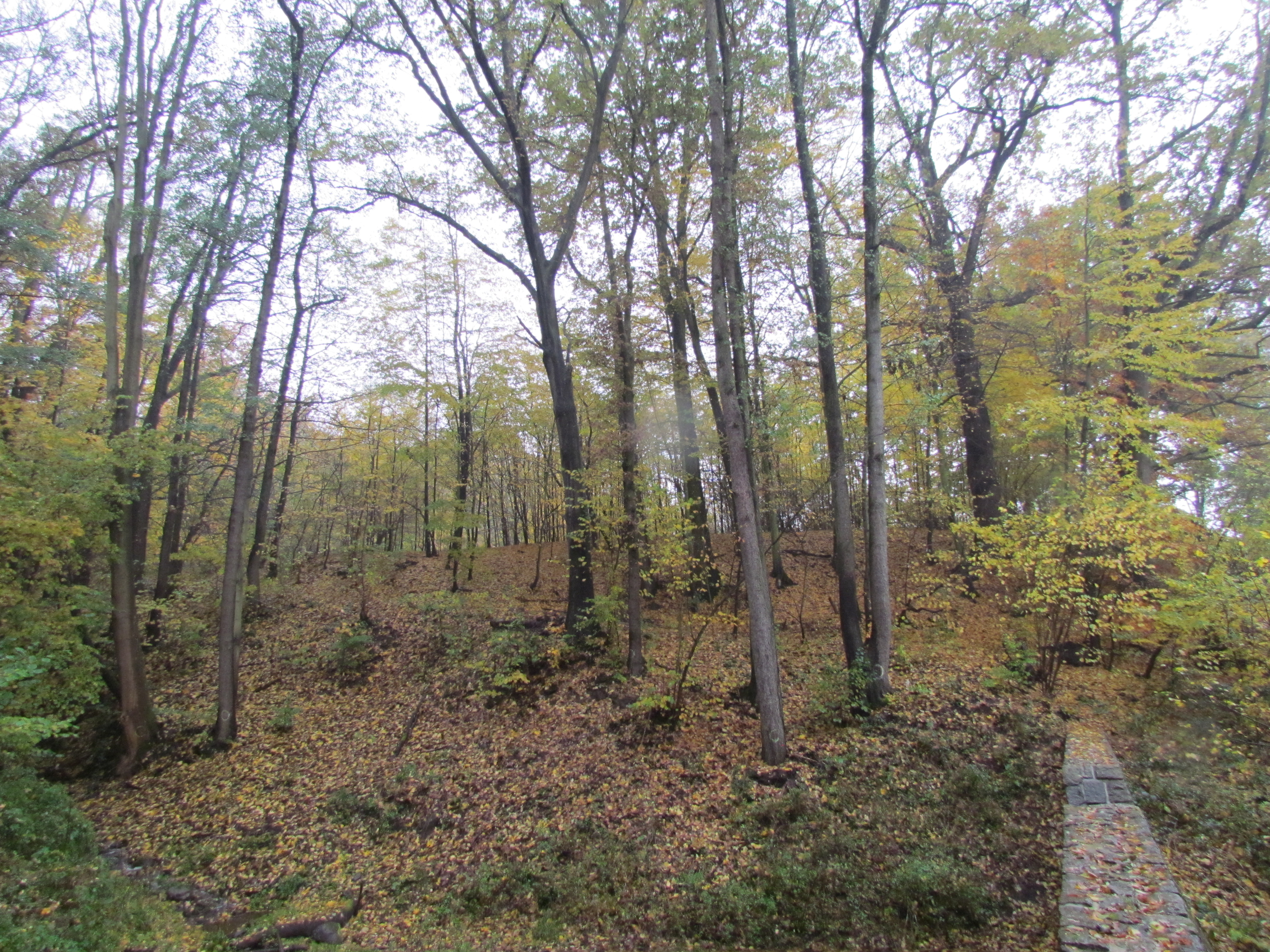
Pohled do lesa ze severní strany

V roce 2012 na tomto území proběhl bryolforistický průzkum. Bylo zde zjištěno 79 druhů mechorostů, z čehož bylo 9 druhů játrovek a 70 druhů mechů. Byly zde nalezeny i vzácnější druhy, jako je Ptychodium plicatum, který se řadí mezi ohrožené druhy, či Amblystegium tenax.

### Tis červený
Předmětem ochrany jsou smíšené porosty s vtroušeným tisem červeným (Taxus baccata).
Celkový počet tisu červeného se podle orientačního terénního sčítání pohybuje okolo 300 jedinců, z nichž se přibližně polovina nachází na malé ploše skalní stěny (Bechlejovická stěna), která se nachází na jihozápadní části území. Tisy zde rostou mimo dosah zvěře a úspěšně odrůstají. Jejich věková struktura je zde přibližně přirozená.
Druhá polovina tisu se nachází převážně na jihozápadní části chráněného území. Jedná se však převážně o dospělé jedince, beze známek odrůstání další generace.
Důvod k ochraně tisů v tomto chráněném území je způsoben především postupným snižováním v přirozených a to zejména suťových lesích, kvůli přeměně lesa na intenzivně obhospodařovanou lesní monokulturu.Tis červený byl dříve využíván i hospodářsky.

### Fauna

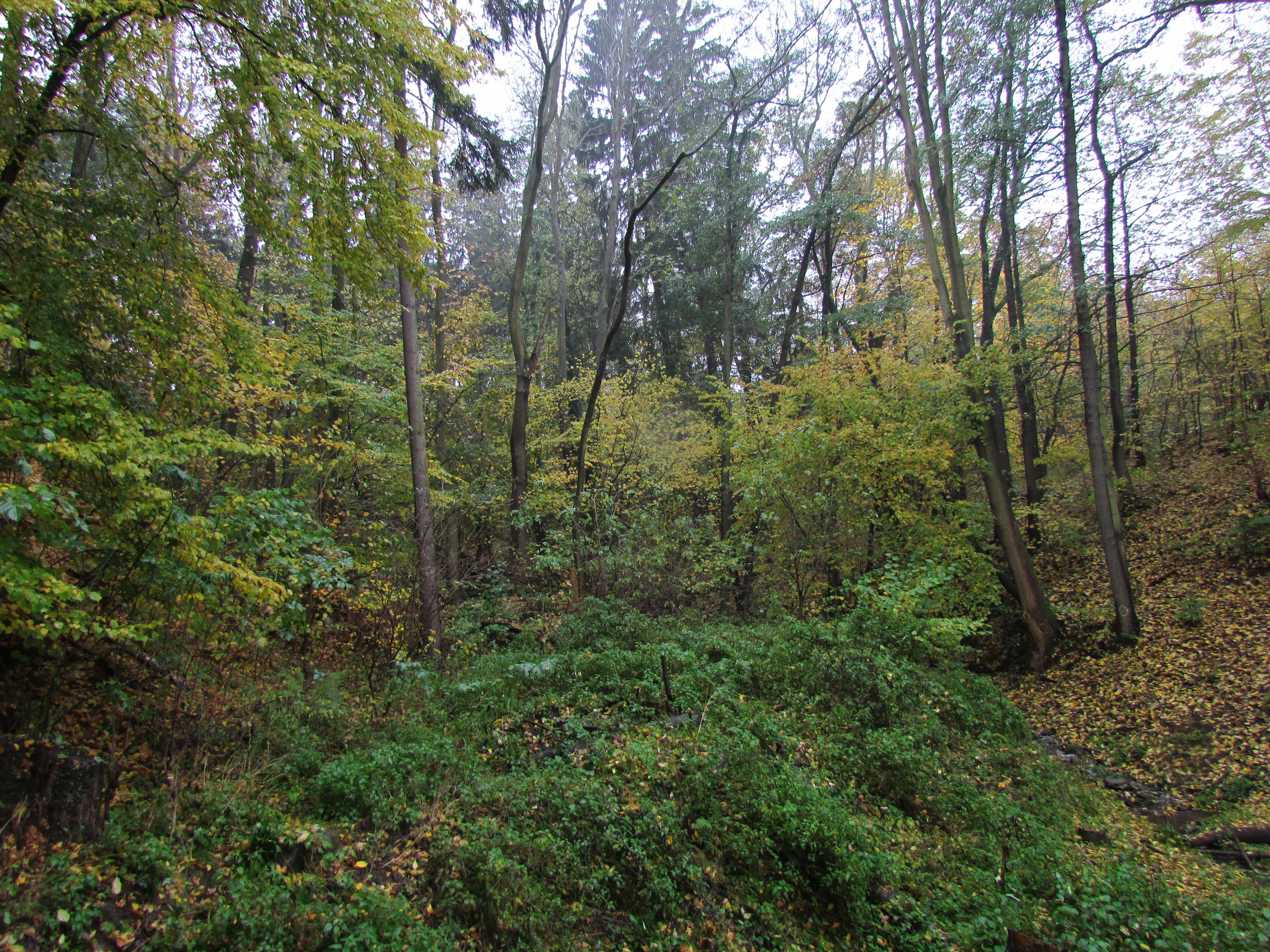

Zoologický průzkum probíhá v této lokalitě od roku 2013, ovšem výsledky stále nebyly zveřejněny. Z Březin a Děčína pochází několik nálezů zdobence (Trichus rosaceus). Jedná se o nejvzácnější druh zdobence na území Česka. Larvy tohoto druhu zde žijí ve starých stromech. Je pravděpodobné, že se larvy vyvíjejí na některém z kopců v okolí Březin a Děčína, je tedy možné, že se dají nalézt i v Březinských tisech. Z obratlovců v území žije zmije obecná (vipera berus), strakapoud prostřední (Dendrocopos medius), čáp černý (Ciconia nigra) a srnec obecný (capreolus capreolus).

## Hospodářství
Les není nijak hospodářsky využíván, avšak v rámci péče o území se realizují opatření, která směřují k pozměnění nepůvodní druhové skladby lesa a to ve prospěch tisu. Mrtvé dřevo se v této oblasti vyskytuje pouze vzácně. Chráněnému hmyzu, jako je například zdobenec (Trichurus rosaceus), by větší podíl mrtvého dřeva ponechaných na dožití prospěl. V lesním porostu dochází ke škodám, způsobeným okusem zvěří. Přirozené zmlazení je silně potlačeno pastvou zvěře, která vyhledává úkryt pod tisy a v jejich okolí vylučuje odrůstání semenáčků.

## Turistika
Přístup k národní přírodní památce vede z Bechlejovic po silnici podél železniční tratě. Území láká především amatérské hledače zkamenělin, kteří odcizují paleontologické nálezy. Sporadicky zde dochází k amatérskému rabování paleontologického naleziště. Na severním okraji NPP se objevují skládky ze zahrádkářských kolonií.